# Portal a la plaça Major, 7 (Vilanova del Camí)
El Portal a la plaça Major, 7 és una obra de Vilanova del Camí (Anoia) inclosa a l'Inventari del Patrimoni Arquitectònic de Catalunya.

## Descripció
Portal adovellat de grans dimensions i que només conserva la seva part superior però amb un element molt interessant: la data 1679. A la part inferior, les dovelles es van fent més petites. Possiblement era la porta d'un gran casal.

## Història
Interessant per ser un dels elements més antics conservats d'aquest poble.